# ميلان بيشيفاتش

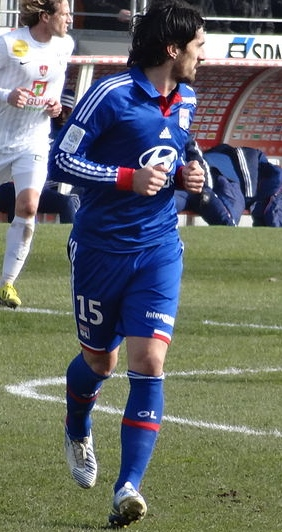

ميلان بيشيفاتش (بالصربية: Милан Бишевац)‏ (مواليد 31 أغسطس 1983 في كوسوفسكا ميتروفيتشا - يوغوسلافيا) لاعب كرة قدم صربي يلعب حاليا لصالح نادي الدرجة الأولى فالينسيان الفرنسي منذ 2008 في مركز قلب الدفاع.

## روابط خارجية
- ميلان بيشيفاتش على موقع الاتحاد الدولي (مؤرشف)  (الإنجليزية)
- ميلان بيشيفاتش على موقع الاتحاد الأوربي (الإنجليزية)
- ميلان بيشيفاتش على موقع رابطة كرة القدم الفرنسية للمحترفين (الإنجليزية)
- ميلان بيشيفاتش على موقع قاعدة بيانات كرة القدم.إي يو (الإنجليزية)
- ميلان بيشيفاتش على موقع ليكيب (الفرنسية)
- ميلان بيشيفاتش على موقع ناشيونال فوتبول تيمز (الإنجليزية)
- ميلان بيشيفاتش على موقع Soccerbase.com (لاعب) (الإنجليزية)
- ميلان بيشيفاتش على موقع Soccerway.com (الإنجليزية)
- ميلان بيشيفاتش على موقع عالم كرة القدم.نت (الإنجليزية)
- ميلان بيشيفاتش على موقع أوليمبيديا (الإنجليزية)